# Köröstárkány
Köröstárkány (románul Tărcaia) falu Romániában, Bihar megyében.

## Fekvése
A Fekete-Körös partján, Nagyváradtól 65 kilométerre délkeletre, Belényestől 4 kilométerre délre.

## Lakossága
Az 1910-es népszámlálás szerint 1483 lakosából 1453 magyar, 29 román, 1 német volt.
A 2002-es népszámlálás szerint, Köröstárkánynak 1188 lakosa volt, ebből 1161 magyar, 24 román és 3 cigány.
Köröstárkány a Fekete-Körös menti települések közül a legmagyarabb. Lakosságának 98%-a magyar és 2%-a román.
2011-ben lélekszáma 1969, ebből magyar 1161, román 808. Lakossága a beosztott településekkel együtt 1933 fő, ebből magyar anyanyelvű 1065, román 861.

## Története
A Fekete-Körös völgy lakosságának túlnyomó része ma román nemzetiségű, és csak kis részben magyar. A történelem folyamán azonban az első települő nép a magyar volt.
Anonymus szerint a honfoglaláskor Töhötöm és unokája telepedett meg nemzetségével a Fehér- és Fekete-Körös, a Tisza valamint az erdélyi hegyek közötti vidéken.
Tárkány feltehetőleg 1000-1050 óta létezik. Alapítói minden bizonnyal székely gyepűőrök voltak.
A tatárjárást átvészelt Rogerius, nagyváradi kanonok, Siralmas ének című művében találkozunk körös-völgyi települések nevével: „Tamásda a Fekete-Körös partján fekszik, hol a Tőz vize beleömlik.” Lakosságát 1241-ben a mongolok irgalom nélkül kiirtották. Olyan Fekete-Körös völgyi és melléki települések nevei, mint például Solymos, Gyanta, Szigeti, Jánosd, Székelytelek már 1213-1217 között szerepelnek a Váradi regestrumban. (A regestrum a váradi káptalan előtt zajlott peres ügyek írásba foglalása 1208-1231-ig.) Itt még nem jegyzi meg Tárkány falut, de ez csak a peres ügyek hiánya miatt történhetett meg, mert, minden bizonnyal, a falu a többi községgel egyidős.
Köröstárkány is annak köszönheti a fennmaradását, a többi községhez hasonlóan a mongolok támadása idején, hogy sűrű erdőségekkel volt körülvéve. A nagy veszélyt jelentő mongoloknak semmi és senki sem állhatott útjába, s csak az menthette meg életét, aki, mint Rogerius is, az ősrengetegbe vetette magát. Ezek az egész Fekete-Körös völgyét betöltő erdőségek a múlt század közepéig fennállottak, s a községek az erdőkben szigetszerűen voltak elszórva. A mongolok az itt bujdosó lakosságot valószínűleg nem sok sikerrel nyomozhatták, s ennek köszönhető, hogy a Váradi regestrumban is felemlített Fekete-Körös völgyi falvak túlélték ezt a rettenetes időt.
Ebben az időben azonban nemcsak a fent említett községek léteztek, hanem sokkal több, de ezek ősiségét oklevelekkel nem lehet kimutatni, mert a sok százados harcok és pusztítások nemcsak írott emlékeket semmisítettek meg, hanem azon hiteles helyeket is, ahol ezek esetleg fennmaradhattak. A történelmi kútfők híján azonban segít a néprajz-tudomány, s a helységnevek sok kideríthetetlennek hitt kérdést megvilágosíthatnak.
Az első írásos emléket az 1332-1337-ből legteljesebben fennmaradt pápai tizedlajstrom képviseli. A pápaság által szedett tized a keresztes hadjáratok megszervezését célozta. Benne megemlíti Tárkányt, mint egyházas községet. A név ugyanaz, csak ebben az időben az írása volt más-más. 1332-ben Tharkand, 1333-ban Thurkan, Tharkan 1335-ben, és az 1336 évi tizedlajstromban Tarkun néven említik. Csak 1587-ben találjuk először Tárkány néven, amikor is az erdélyi fejedelem tulajdona volt.
Scolari András püspök levelében is találkozunk vele, mint magyar községgel, 1422-ben. 1478-ban már szőlőművelésről is találtak feljegyzéseket.
A váradi püspökség nagy földterületeket birtokolt a Fekete-Körös völgyi települések határaiban. A 16. században a püspökség elpusztult, és így Belényesnek, és a környező falvaknak megszűnt minden kapcsolata Váraddal. A 16. század végén az erdélyi fejedelmek birtokába került területeket módosabb családoknak adományozták. Ezek a családok viszont nem sokáig birtokolták a földterületeket, mert a 17. század vége felé ismét visszakerült régi birtokosa, a püspökség kezére.
Tárkány régi temploma 1575-ben épült. 1600-ban már református község. Ekkor, 1587-ben találjuk először mai nevén említve a falut. Valószínűleg a fejedelmek alatt erdélyi papok reformálták, mert az egyházi szokások ma is erdélyiek.
A Fekete-Körös völgyének alsó része – Tenke és Magyarcséke központtal – a középkorban szinte teljes egészében magyarlakta terület volt. A völgy felső részén pedig, ami ma közigazgatásilag két nagyobb központra oszlik: a belényesire és a vaskohira, több román falu létezik, mint amennyi magyar. Köröstárkány is itt helyezkedik el, Belényestől körülbelül 4 kilométerre.
A felső-vidéket földrajzi helyzete miatt a török és tatár csapatok nem támadták, de az alsó részen élő magyar lakosság osztozott az Alföld sorsában.
A csaták nyomán rendre el-elfogyó magyar lakosságot a román nemzetiségűek váltották fel. A nagyobb összefüggő magyar nyelvterületeket és a szórványokat azonban nem tudta beolvasztani. Egy ilyen szigete maradt meg a magyar társadalomnak Köröstárkányban, ami ma sem veszítette el identitását.
Tárkányhoz tartozott hajdan a 17. században alapult Tárkányka is, ami ma a köröstárkányi községet alkotó négy falu egyike.
1777-től Mária Terézia dekrétuma alapján az erősödő román görögkatolikus egyház váradi püspöksége kapja meg a belényesi „Doménium” birtoklási jogát, és ezzel együtt a tárkányi, addig a fejedelem tulajdonában lévő földterületeket.
A 16. század végén Tárkány a töröknek hódolt. Ezért az ellenség nem pusztította, de ennek ellenére sok csapás éri. 1738-ban a pestis fél év alatt kilencvenkilenc felnőttet vitt el. Ekkor ez a lakosság fele volt. Az 1836. évi kolerában harmincnégy, az 1873. éviben pedig százharminchárom lélek pusztul el az anyakönyvi adatok szerint. Ugyanilyen arányú volt a pusztulás más szomszédos községekben is.
1886-ban, K. Nagy Sándor, Bihar vármegye földrajza című művében jegyzi fel a következőket: „Tárkány székely eredetű szorgalmas lakosokkal van tele, kiknek öltözete és beszédmódja is igen sajátságos és érdekes.”
1899-ben Győry József tárkányi pap írja a tárkányiakról, hogy Erdélyből a Székelyföldről telepítette Bethlen Gábor fejedelem a Benedek, Mikló, Szatmári és Antal családok első őseit 1614-ben, egyszersmind nemességet adott nekik, és kiváltságlevelében a községet Nagytárkány városnak nevezi el.

## Köröstárkányi mészárlás (1919 áprilisa)

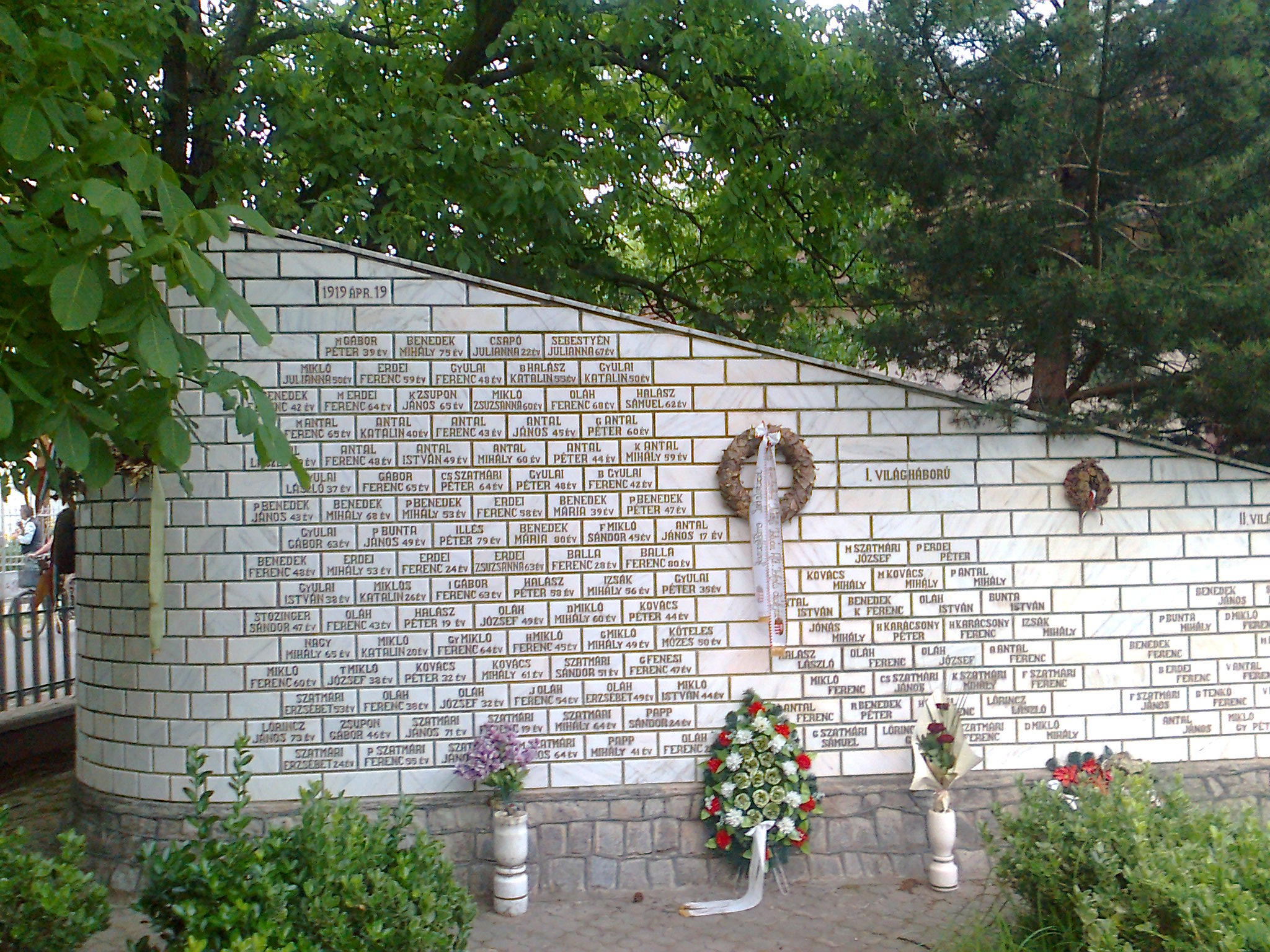
Az 1999-ben emelt emlékmű

1919. április 15-én megkezdődött a román csapatok offenzívája a Técső-Szatmár-Csucsa vonalon. A Székely Hadosztály, az egyetlen rendezett és akcióképes magyar fegyveres erő létszámbeli hátrányban, súlyos vereségek árán felvette a harcot a Fekete-Körös völgyében előrenyomuló ellenséggel. E harcokból a tárkányiak is kivették részüket a Verbőczy-zászlóalj oldalán, amely az ellenség túlereje elől lassan vonult vissza, egészen a Köröstárkány-Kisnyégerfalva vonaláig.
Április 18-án jött a hír, hogy a vörös csapatok a csucsai frontról megfutamodtak, így a Fekete-Körös völgye tarthatatlan csapdává vált. A bekerítéstől fenyegetett Verbőczy elrendelte a visszavonulást Nagyvárad felé, emiatt a két magyar falu fedezék és oltalom nélkül maradt.
Április 19-én lett Köröstárkány és a szomszédos Kisnyégerfalva fekete napja. A bevonuló román félkatonai alakulatok és katonai ruhába bújt román civilek vérfürdőt rendezve kirabolták a falut. Összesen 91 tárkányit gyilkoltak meg. Az áldozatok között találni lehetett nőt, férfit, öreget, fiatalt, de még vakot és süketet is. Válogatás nélkül öldököltek. Volt, ahol egész családok tűntek el, de olyan is előfordult, hogy megcsonkították áldozataikat, vagy, hogy élve temettek el embereket. A menekülők közül sokaknak a szomszédos Várasfenes falu román lakossága adott menedéket. A mártírok emlékére 1999-ben emlékművet emeltek.
Köröstárkány határában egykor malomköveket fejtettek, és innen szállították a fazekasok által használt mázolóköveket is.

## Gazdasága
Jelenleg a falu lakosai a bevételeik nagy részét a kertészkedésből szerzik. A belényesi piacon híresek a tárkányi termékek, de nem csak ide adnak el, sokan Nagyváradra, de még akár Kolozsvárra is elviszik áruikat.

## Nevezetességek

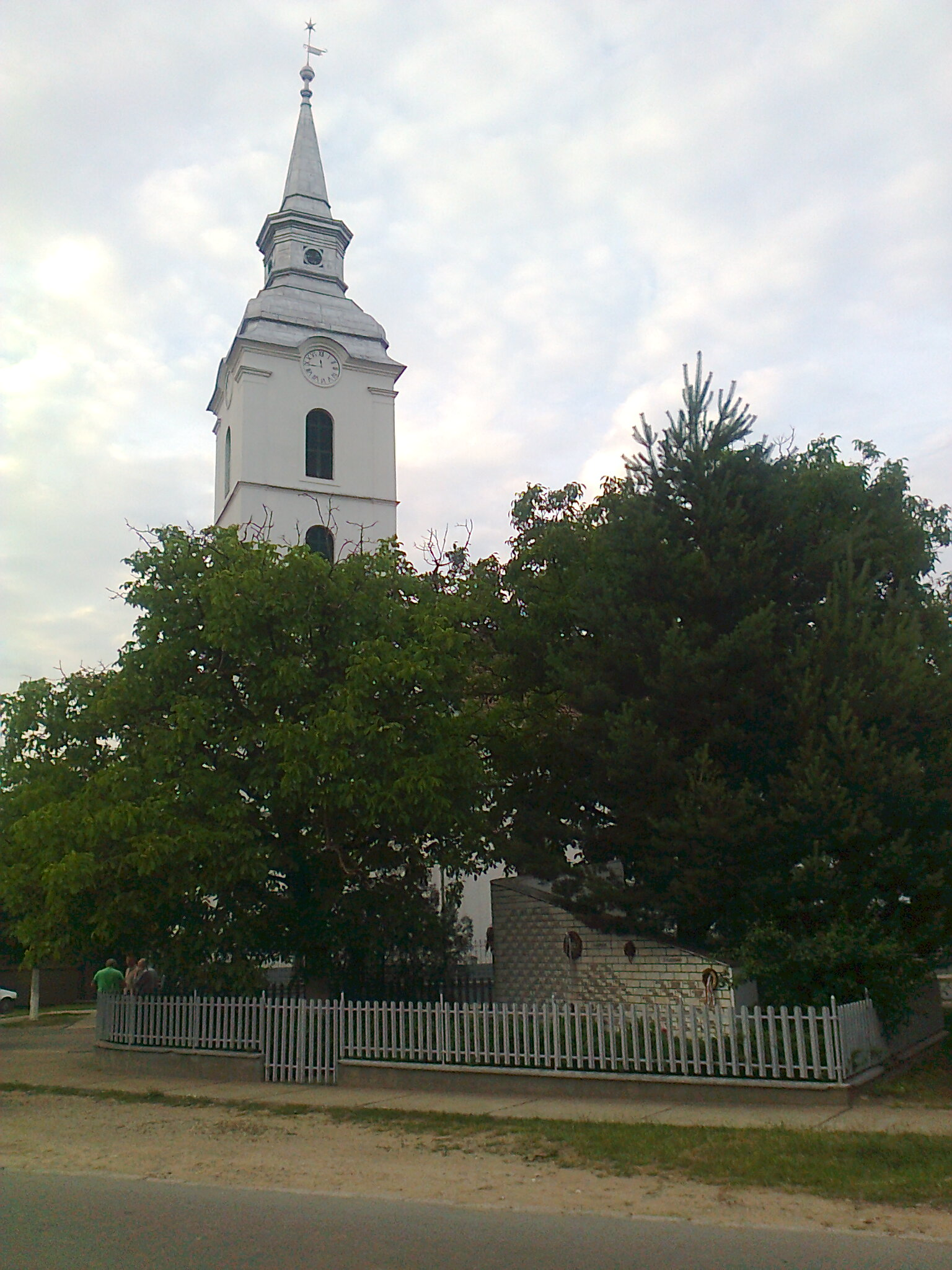
Református temploma az emlékművel

- Református temploma - 1575-ben épült. Helyén egykor ősi egyháza állt, mely 1826-ban, az akkor megejtett vizsgálat szerint, még fennállt és falfestményekkel bírt. E templom, úgy látszik, az 1843 évi tűzvész alkalmával pusztult el.

## Turizmus
A faluban egyre jobban működik a faluturizmus. Jelenleg sok házban fogadnak turistákat. Látnivaló akad bőven, ugyanis Tárkányt gyönyörű hegyek veszik körül.